# Angel (Thomas Halloway)
El Angel (Thomas Halloway, a veces acortado a Tom Halloway) es un personaje de ficción, un superhéroe en el universo Marvel. Creado por Paul Gustavson y un guionista desconocido durante la Golden Age of Comic Books, la primera aparición del Ángel fue en Marvel Comics #1 (Oct. 1939), la primera publicación de la predecesora de Marvel Comics, Timely Comics.
El Ángel es un detective sin superpodres que no por ello no lleva un disfraz de superhéroe.

## Publicación
Creado por Paul Gustavson y escrito también por el o por Ray Gill u otro guionista, el Ángel debutó en Timely Comics' Marvel Comics #1 (Oct. 1939). El Ángel fue el más popular después del trío compuesto por la Antorcha Humana, Namor y Capitán América, con más de cien apariciones durante la Golden Age — empezando en la serie inicial de Marvel(que cambió su nombre a Marvel Mystery Comics en el número 2), hasta el #79 (Dec. 1946); como compañero en Sub-Mariner Comics #1-21 (Spring 1941 - Fall 1946); con ocasionales apariciones en All Winners Comics (#1, Summer 1941), The Human Torch (#5[a], Summer 1941), Mystic Comics (vol. 2, #1-3, Oct.-Winter 1944), Daring Comics (#10, Winter 1944-45).
Una réplica del Ángel fue creada temporalmente utilizando la mente de Rick Jones, junto con el Blazing Skull, el Fin, el Patriot, y la Vision de la Golden Age, para ayudar a los Vengadores durante la Guerra Kree-Skrull, en The Avengers #97 (March 1972).
El Ángel es uno de los personajes centrales en la miniserie de ocho números The Marvels Project (Aug. 2009 - May 2010), escrito por Ed Brubaker y dibujado por Steve Epting.

## Biografía del personaje
Un detective disfrazado sin superpoderes, el Ángel es de los pocos héroes en no llevar máscara, en sus apariciones en la Golden Age no se esfuerza en ocultar su identidad civil, un antiguo cirujano. La madre de Thomas murió cuando él nació con lo cual fue criado en la prisión donde su padre era el alcaide. Fue instruido por bastantes expertos al igual que por reclusos, que le dieron una visión única sobre el bajo mundo. Se ganó su apodo cuando salvó a uno de los reclusos de la silla eléctrica. Aunque llevaba un disfraz como un superhéroe, no llevaba máscara para ocultar su identidad. Adquiriría la "Capa Mística de Mercurio," que le permite volar, pero usa esta habilidad ocasionalmente, como en su batalla contra el espía extranjero Cat's Paw.
El Ángel ya estaba activo durante las primeras aventuras de la Antorcha Humana y Namor, estando activo desde 1936. Luchó mano a mano con
Namor contra los "Nazombies" de la Segunda Guerra Mundial, y más tarde por retrocontinuidad fue miembro de All-Winners Squad y de V-Battalion después de la guerra. El Ángel probablemente fue agente secreto por un breve periodo de tiempo.
Según la Enciclopedia de superhéroes de la Edad de Oro de Jess Nevins, el Ángel "lucha contra todo, desde gángsters hasta Brains in a Jar y pigmeos enloquecidos, incluidos Armless Tiger Man, Count Lust, Epicure of Crime, Gargoyle, Wolfman y Dr. Hyde, que roba los ojos de las víctimas y los rescata por 100.000 dólares".
Halloway permaneció activo como un personaje viejo en los cómics de los años 90 donde se reveló como la principal fuerza detrás del grupo de vigilantes Scourges of the Underworld, los cuales asesinaron a un gran número de supervillanos y archicriminales de baja estofa. Enfrentado a U.S. Agent, Ángel fue herido durante la batalla y arrestado por su participación en los asesinatos de Scourge of the Underworld. Sin embargo, debido a la falta de pruebas concretas por parte de U.S. Agent, Ángel fue liberado y pudo retomar su vida normal.
El nieto de Halloway, Jason Halloway, recibe de su abuelo su máscara y sus armas al final de The Marvels Project #8 (July 2010).

## Ángel (Simon Halloway)
Debido a los errores de continuidad entre las apariciones de Tom y otras apariciones anteriores, su hermano ha sido retrocontinuado como uno de los hombres que asumió la identidad de Ángel y sustituyó a su hermano en numerosas ocasiones. Recientemente, vivía como un hombre sin hogar debajo de Manhattan, donde fue emboscado y asesinado por el supervillano Zeitgeist. Además apareció en The Incredible Hulk vol. 2, #432-433 (Aug.-Sept. 1995) y en Marvel Super-Heroes vol. 3, #7 (Oct. 1991). Es desconocido lo que ocurrió entre los hermanos y porqué el hermano de Tom acabó siendo un sintecho.

## Poderes y Habilidades
Thomas Halloway no tiene superpoderes pero si es un gran detective. También llevó la Capa de Mercurio, que le daba el poder de volar.

## Otras versiones

### X-Men Noir
Una versión alternativa del Ángel aparece en X-Men Noir, investigando la muerte de Jean Grey. Este Ángel, Thomas Halloway, es representado como un investigador privado e hijo del alcaide de una prisión llamada Welfare Pen.
En el número final se revela que la identidad del Ángel es compartida por gemelos: el idealista Tom Halloway y su hermano despiadado Robert Halloway. Robert se sacrifica para detener a Jean, revelando como fue asesinado Anne-Marie Rankin y como tomó su lugar.